# دهاليز السلطة (رواية)
دهاليز السلطة (بالإنجليزية: Corridors of Power)‏ هي رواية من سلسلة روايات «غرباء وأخوة» للكاتب الإنجليزي سي بي سنو، نشرت عام 1964، عن دار نشر في المملكة المتحدة.